# Lathyrus lacaitae
Lathyrus lacaitae là một loài thực vật có hoa trong họ Đậu. Loài này được Czefr. miêu tả khoa học đầu tiên năm 1965.